# Pai António
Pai António es una localidad caboverdiana del municipio de Mosteiros.

## Geografía
La localidad está situada en la isla de Fogo.

## Organización territorial
La localidad abarca los lugares y barrios de:
- Boca Curral
- Cutelo Banana
- Monte Barro
- Pai António
- Tchada